# Barbara Baert
Barbara Baert é uma professora de História da Arte na Universidade de Leuven. Ela leciona nas áreas de Iconografia, Iconologia, Estudos Nachleben, Historiografia, Teoria e Análise da Arte e Arte Medieval.